# Bel paesaggio

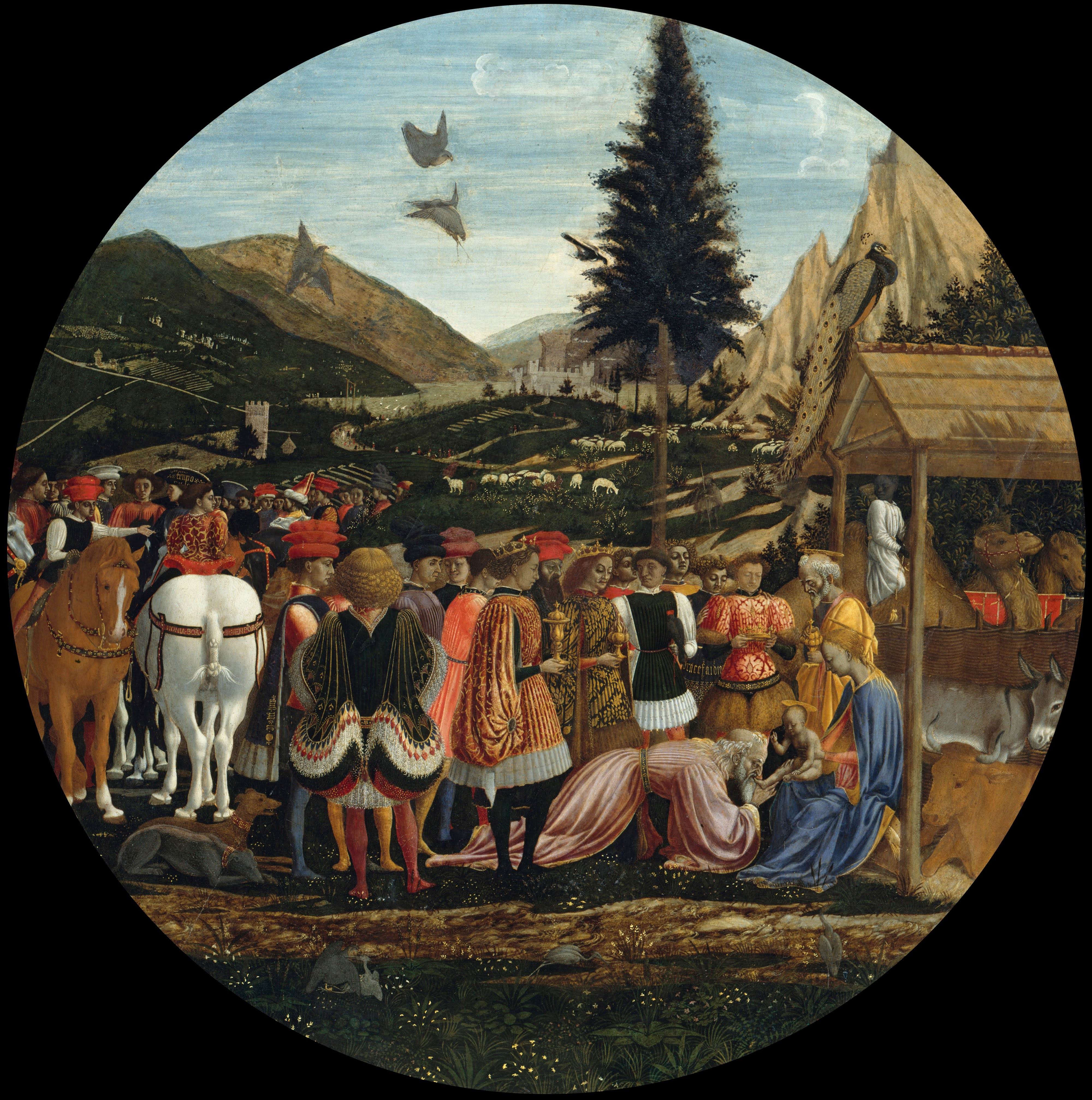

El bel peasaggio (frase que en italiano significa «bello paisaje») es un concepto de ajardinamiento que se dará en Italia y representará la fusión entre cultivos y jardines con fines productivos y ornamentales. Se dará principalmente en el periodo del Renacimiento.

## Contexto histórico
El retorno de la nobleza italiana al campo y su pasión por el aire libre supuso el abandono de las ciudades y la comprensión de que ellos mismos habían destruido su jardín de Edén. 
La primera conclusión fue hacer menos regio el jardín, delimitarlo menos, en proporción a cuánto se alejaba de la casa. A medida que se alejaba deberían ir destruyendo la naturaleza. Líneas siempre formales pero que poco a poco se iban desenfatizando. 
Un ejemplo de esto es la Villa Rasponi o Villa di Murlo. Es una estructura muy dura, arquitectónicamente hablando, pero que se va suavizando con pequeñas colinas a su alrededor. De tal manera que el jardín no se fusionara en el paisaje, sino que se formara a raíz de este. Otro ejemplo es la Villa Lante de Bagnaia.

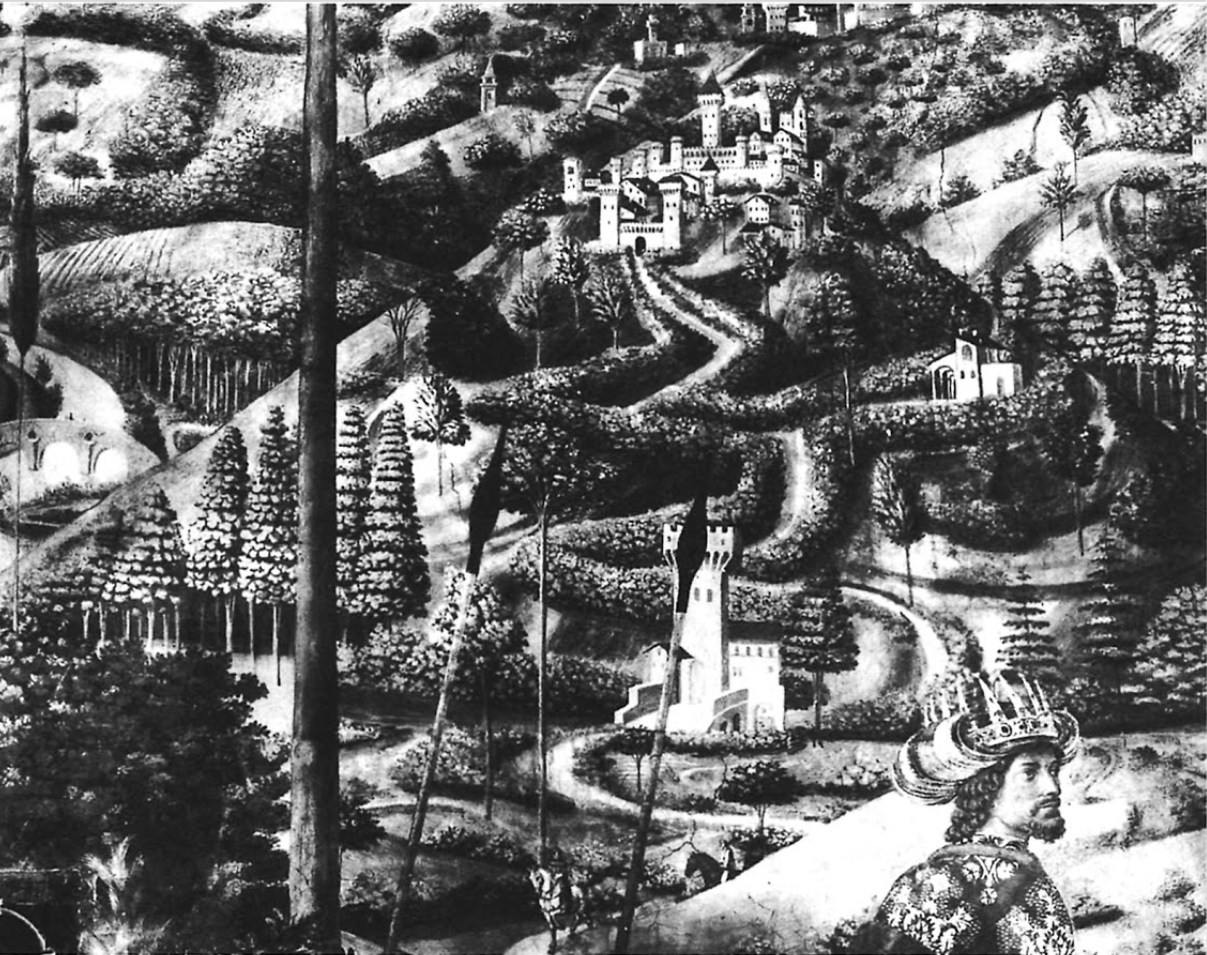

## El ajardinamiento delGeorgicas
El concepto de bel paesaggio formará parte de lo que se entenderá por el ajardinamiento del geórgico, al ser la villa un geórgico del ocio. Esto significa que las villas eran unos lugares hedónicos, donde parte de la alta sociedad italiana rehuía de lo urbano para refugiarse en los cultivos que generaba su jardín.

## Creación de los jardines
Los creación de estos jardines supuso un desarrollo social en cuanto a las relaciones que tenían los hombres, necesitando una contribución social por parte de los campesinos, granjeros o aparceros para la correcta ejecución de los jardines.
Esto supuso que cada aspecto orgánico que se llevaba a cabo en el paisajismo debía ser la solución creada por un campesino y un arquitecto, por un jardinero y un leñador. Esto resultaba ser una mezcla espontánea de distintas técnicas.

## Proveniencia
El conjunto de palabras de bel paesaggio, procedente del italiano, representa etimológicamente los siguientes aspectos. Paesaggio significando paisaje, procede del francés pays, que equivale a campo. Por ello paesaggio equivaldrá a campo abierto que se ve desde un lugar.
En cuanto a bel, en español bello o hermoso, procede del latín bellus o formosus, con el mismo significado que en italiano. Su sentido original es el de bella forma o figura, y en especial, la humana.

## Ejemplos

### Villa Mattei
Es una zona organizada geométricamente al lado del casino. Sin embargo, el resto de la villa consistía en boschetti (bosques toscanos), donde se buscaba una imagen natural, de espacios conectados por cuestas, espacios tratados como laberintos.

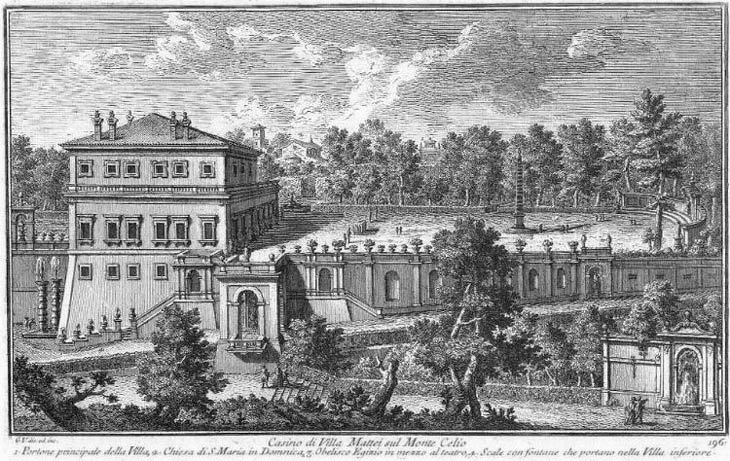

### Castello, deVilla Médici
Situado cerca de Florencia. En la parte superior de su terraza se encuentra un gran boschetto. En su palacio se encuentra un jardín geométrico, estratificado con fuentes. A sus alrededores, un diseño informal basado en las arboledas toscanas, combinado con espacios para la agricultura, siguiendo siempre el estilo aleatorio.

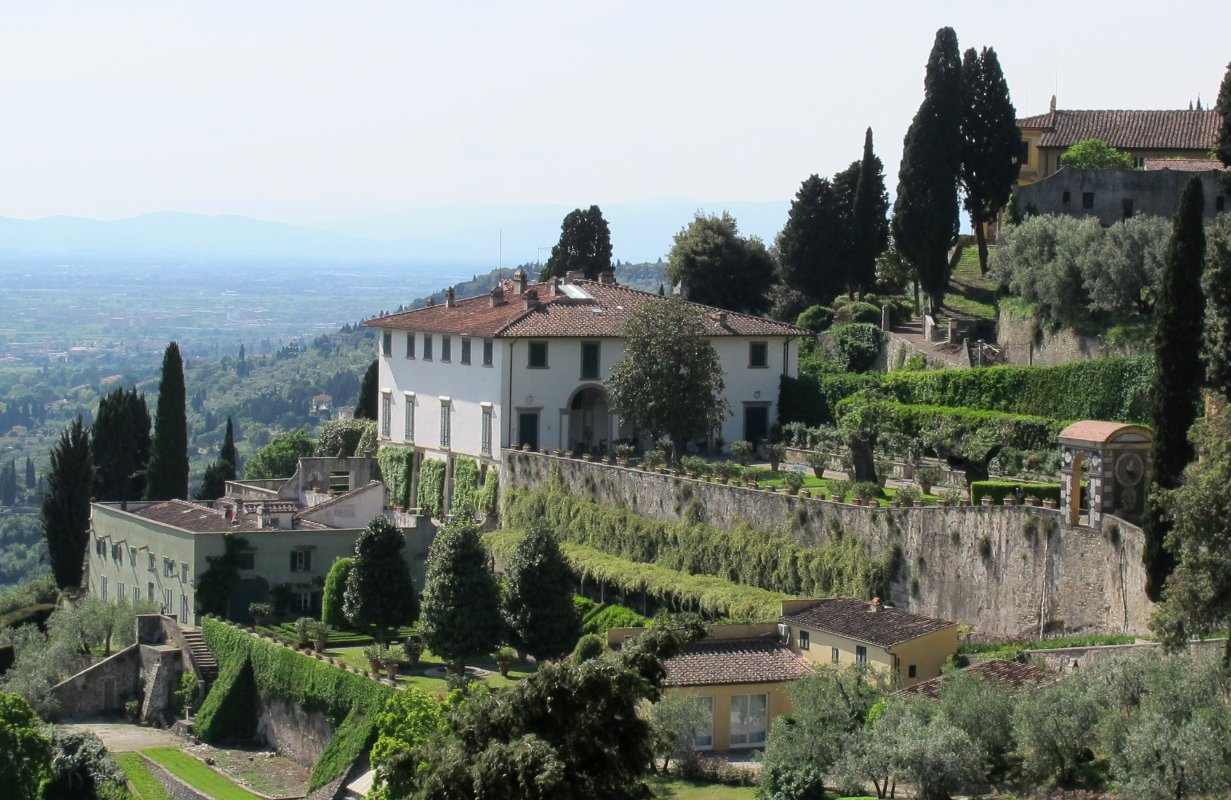